# Altivo Pacheco Ribeiro
Altivo Pacheco Ribeiro (* 24. Mai 1916 in Cataguases, Minas Gerais, Brasilien; † 13. Juni 1987) war ein brasilianischer Geistlicher und römisch-katholischer Weihbischof in Juiz de Fora.

## Leben
Altivo Pacheco Ribeiro empfing am 8. Dezember 1948 das Sakrament der Priesterweihe. In den Folgejahren war er unter anderem als Gemeindepfarrer in Rio Preto tätig.
Am 4. April 1963 ernannte ihn Papst Johannes XXIII. zum Bischof von Barra do Piraí. Der Erzbischof von Juiz de Fora, Geraldo María de Morais Penido, spendete ihm am 11. Juni desselben Jahres die Bischofsweihe; Mitkonsekratoren waren der Bischof von Assis, José Lázaro Neves CM, und der Bischof von Caratinga, José Eugênio Corrêa.
Papst Paul VI. bestellte ihn am 27. Juni 1966 zum Bischof von Araçuaí. Am 10. November 1973 ernannte ihn Paul VI. zum Titularbischof von Aliezira und zum Weihbischof in Juiz de Fora.
Altivo Pacheco Ribeiro nahm an der zweiten, dritten und vierten Sitzungsperiode des Zweiten Vatikanischen Konzils teil.